# Крейсерский режим полёта
Крейсерский режим полёта — режим полёта летательного аппарата с постоянной скоростью. Основной режим полёта на дальность. Высота при К. р. может выдерживаться постоянной в процессе полёта или увеличиваться вследствие уменьшения массы самолёта по мере расходования топлива. К. р. определяется двумя параметрами — скоростью и высотой (или коэффициентом подъёмной силы на К. р.).
Крейсерский режим полёта является режимом установившегося горизонтального полёта. Это один из основных эксплуатационных режимов для самолётов гражданской авиации.
Наиболее экономичным профилем полёта самолёта является полёт с постепенным набором высоты по мере уменьшения полётного веса вследствие выработки топлива в топливных баках — это так называемый режим полёта по потолкам.
Авиационные поршневые двигатели имеют систему наддува, которая делает экономичной их работу на одной определённой высоте, где достигается максимальный КПД. Поршневые двигатели наиболее эффективны при полётах на скоростях примерно до 250 миль/час (460 км/час) и на высотах до 3000 метров.
Экипаж реактивного самолёта, по мере уменьшения веса самолёта за счёт выработки горючего, с разрешения диспетчера ОВД, может занимать всё более высокие эшелоны с целью увеличения эффективности полёта.
Самолеты с турбовинтовыми двигателями наиболее эффективны для полётов на скоростях от 250 до 400 миль/час (460-750 км/час) и высотах от 7500 до 10500 метров, а с турбореактивными - на скоростях выше 400 миль/час (750 км/час) и высотах от 11000 до 18000 метров.
В целях достижения экономичности полеты самолетов гражданской авиации по воздушным трассам необходимо выполнять на наивыгоднейших режимах.
В авиации крейсерская скорость — скорость движения воздушного судна на крейсерском режиме полёта.